# Renault Fluence
Renault Fluence – samochód osobowy klasy kompaktowej produkowany pod francuską marką Renault w latach 2009 – 2016.

## Historia i opis modelu

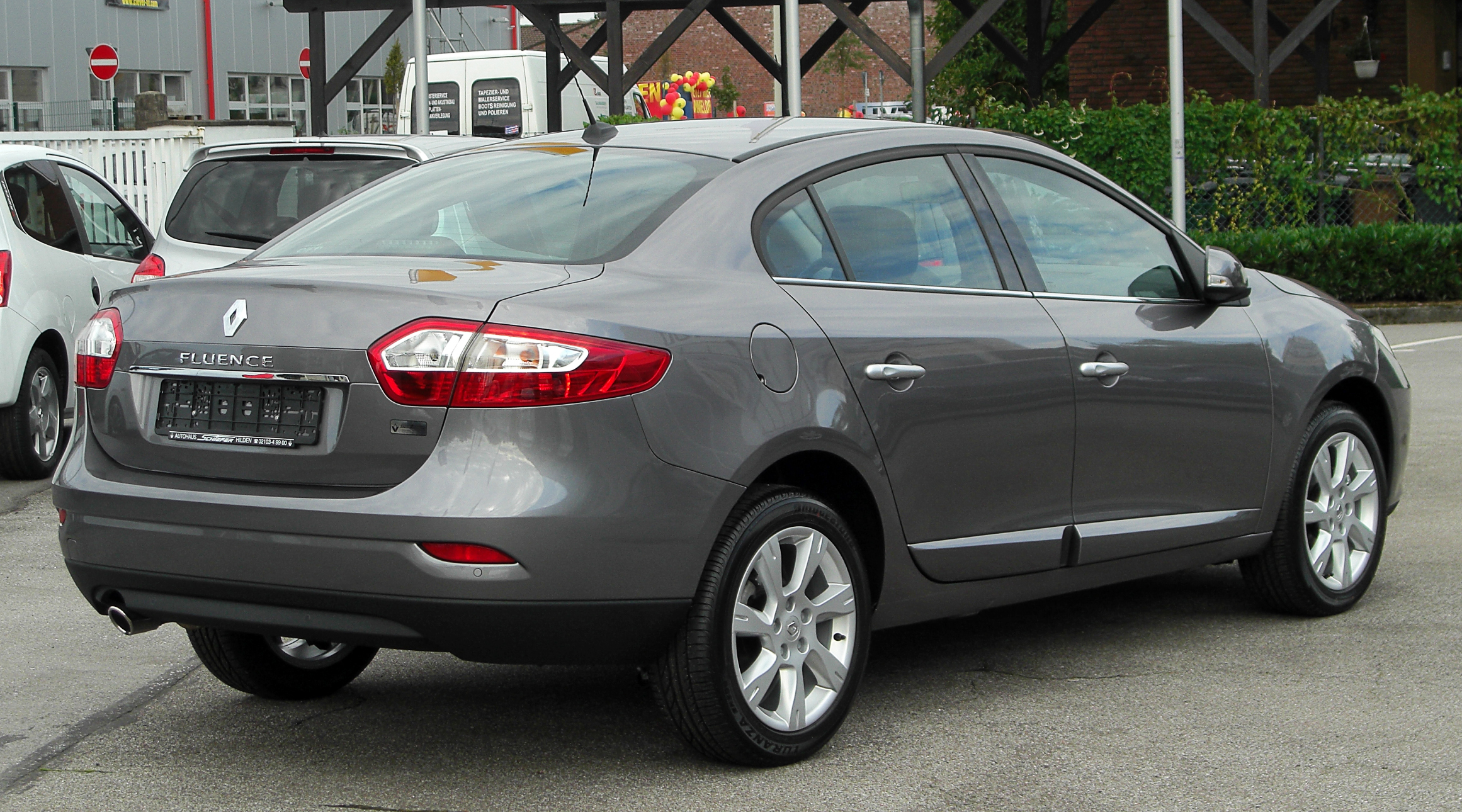
Renault Fluence - tył

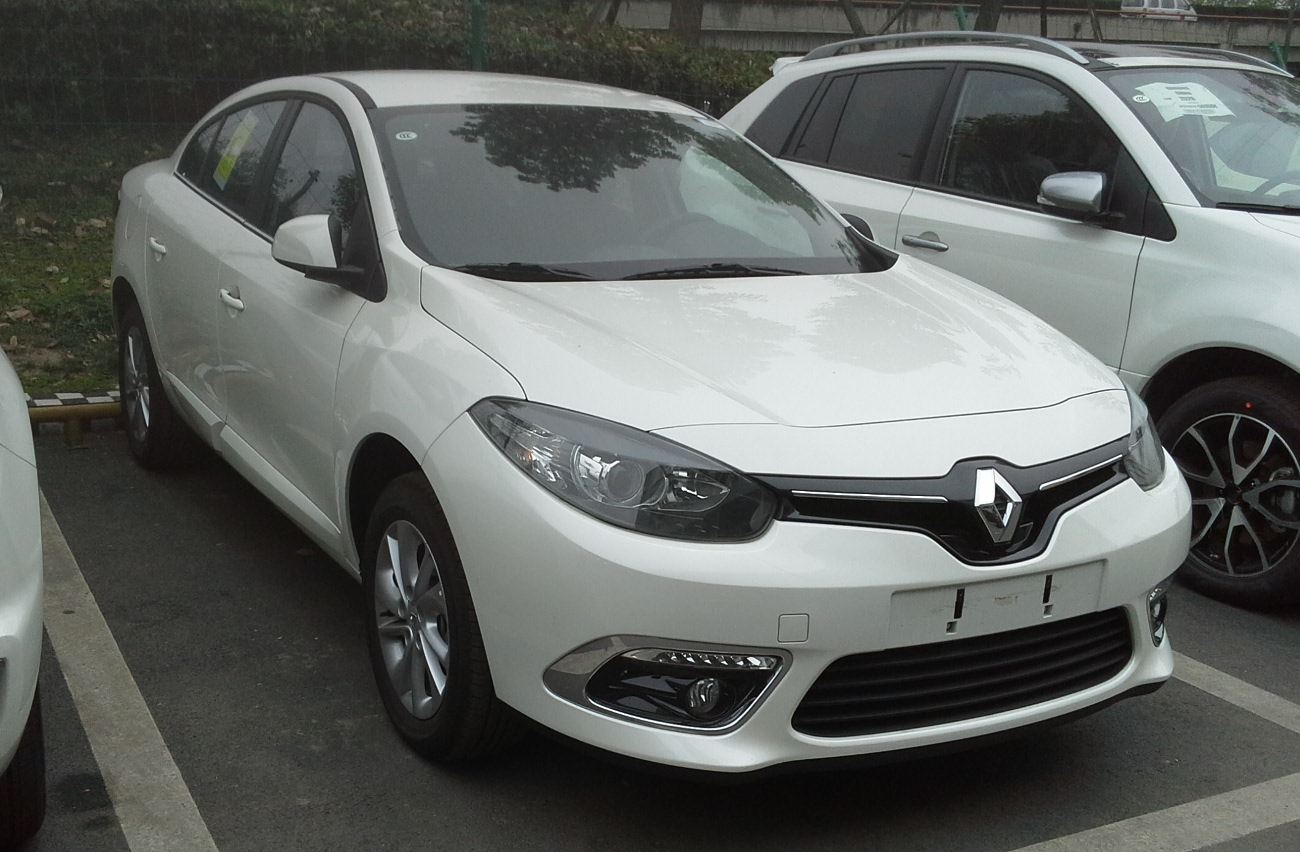
Renault Fluence po liftingu (Europa)

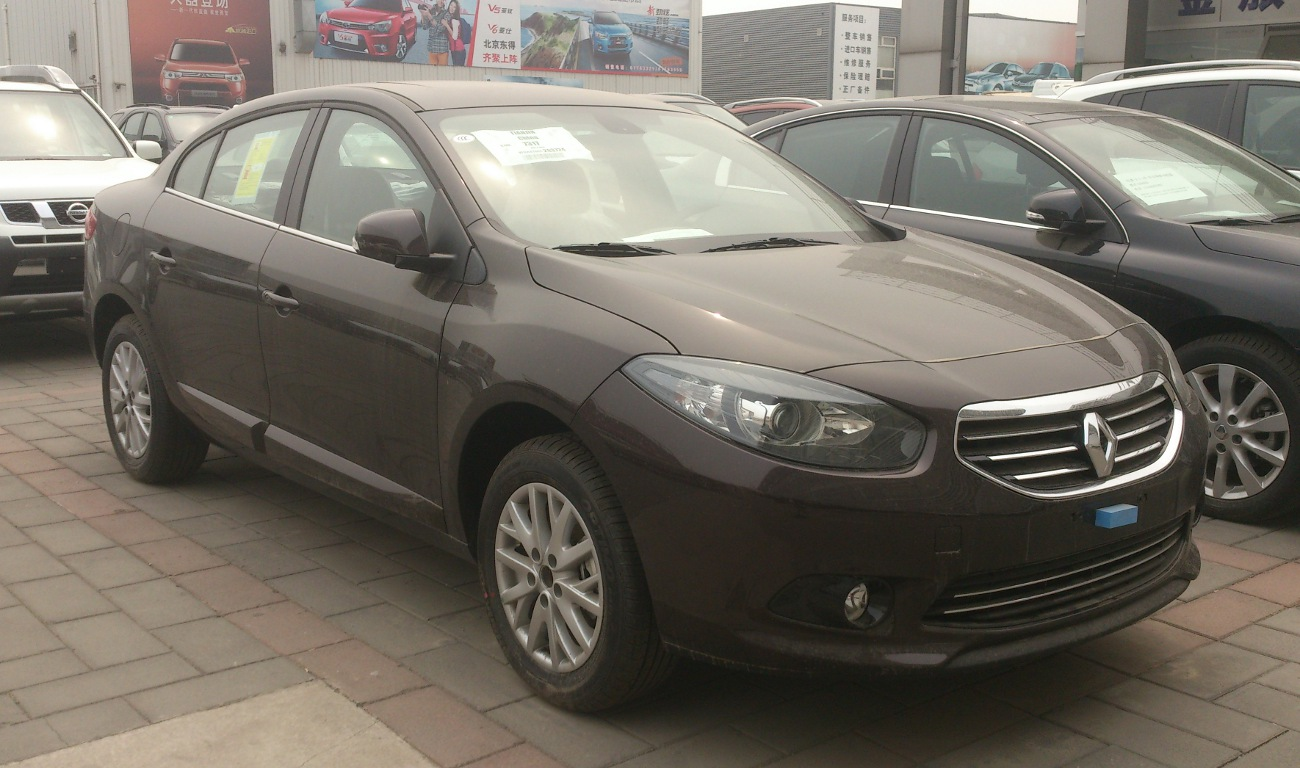
Renault Fluence po liftingu (świat)

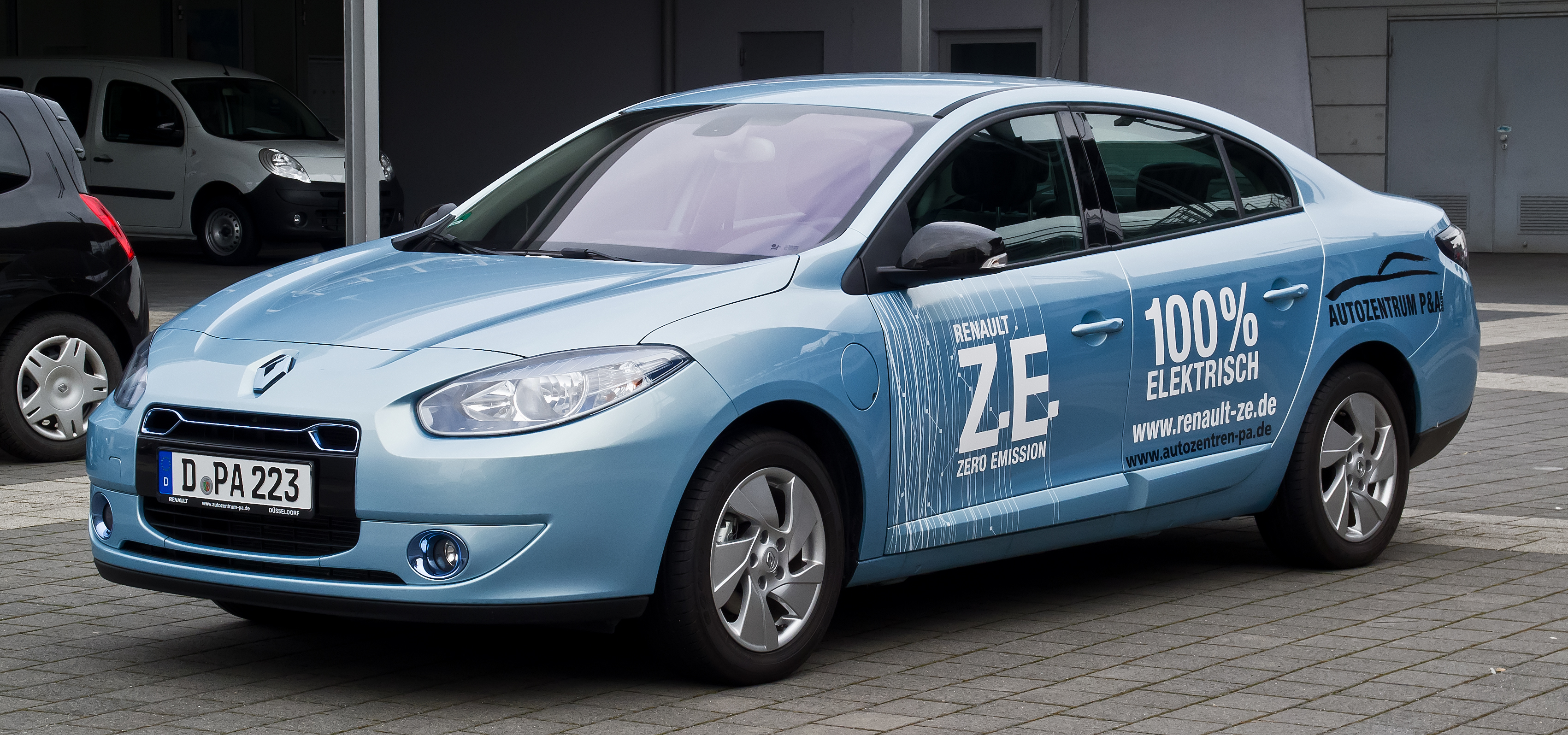
Renault Fluence Z.E.

Pojazd został po raz pierwszy zaprezentowany podczas targów motoryzacyjnych we Frankfurcie w 2009 roku. Model Fluence nie ma nic wspólnego z prototypem Renault Fluence Concept z 2004 roku, który był zapowiedzią Renault Laguna III Coupé. 
Fluence powstał w kooperacji z marką Samsung Motors jako następca Renault Mégane drugiej generacji w wersji sedan.

### Lifting
W 2012 roku auto przeszło face lifting. Samochód zyskał nowy pas przedni w standardzie ze światłami do jazdy dziennej w technologii LED, nowy pas tylny oraz jako dodatkowo płatna opcja światła tylne w technologii LED. Nowością było także wprowadzenie diesla 1.6 DCI. Na rynkach rozwijających się samochód przeszedł modernizację w innym zakresie - pojawiła się inna atrapa chłodnicy. 

### Renault Fluence Z.E.
W 2010 roku podczas targów motoryzacyjnych we Frankfurcie zaprezentowano wersję elektryczną pojazdu, która trafiła do produkcji w 2011 roku. Pojazd został wyposażony w 95-konny silnik elektryczny. Zasięg auta wynosi ok. 160 km. Produkcję pojazdu z powodu zbyt małej popularności zakończono w 2014 roku.

### Wersje wyposażeniowe
- SL Color Edition
- SL Techno Feel
- Privilege
- SL Sport Way[5]
- Authentique
- Expression
- Dynamique
- Start*
- Live*
- Limited*
- Intens*

### Silniki
| Wersja                | Silnik:                          | Układ zasilania:   | Średnica × skok tłoka: | St. sprężania:     | Moc maksymalna:                   | Maks. moment obrotowy      | 0-100 km/h:        | V-max:             |
| Silniki benzynowe:    | Silniki benzynowe:               | Silniki benzynowe: | Silniki benzynowe:     | Silniki benzynowe: | Silniki benzynowe:                | Silniki benzynowe:         | Silniki benzynowe: | Silniki benzynowe: |
| --------------------- | -------------------------------- | ------------------ | ---------------------- | ------------------ | --------------------------------- | -------------------------- | ------------------ | ------------------ |
| 1.6 16v               | R4 1,6 l (1598 cm³), DOHC        | wtrysk             | 79,50 mm × 80,50 mm    | 9,7:1              | 110 KM (81 kW) przy 6000 obr./min | 151 N•m przy 4250 obr./min | 11,7 s             | 185 km/h           |
| Silniki wysokoprężne: |                                  |                    |                        |                    |                                   |                            |                    |                    |
| 1.5 dCi               | R4 1,5 l (1461 cm³), SOHC, turbo | wtrysk common rail | 76,00 mm × 80,50 mm    | 15,2:1             | 95 KM (70 kW) przy 4000 obr./min  | 240 N•m przy 1750 obr./min | 11,8 s             | 185 km/h           |
| 1.5 dCi               | R4 1,5 l (1461 cm³), SOHC, turbo | wtrysk common rail | 76,00 mm × 80,50 mm    | 15,2:1             | 110 KM (81 kW) przy 4000 obr./min | 240 N•m przy 1750 obr./min | 11,0 s             | 185 km/h           |
| 1.6 Wysokoprężne      | R4 1,6 l (1598 cm³), SOHC, turbo | wtrysk common rail | 80,00 mm × 79,50 mm    | 15,2:1             | 130 KM (96 kW) przy 4000 obr./min | 320 N•m przy 1750 obr./min | 9,8 s              | 200 km/h           |